# Fontanella della Piazza di Santa Croce in Gerusalemme
Fontanella della Piazza di Santa Croce in Gerusalemme är en dricksvattenfontän vid basilikan Santa Croce in Gerusalemme i Rione Esquilino i Rom. Fontänen utfördes av arkitekten Vittorio Cafiero och invigdes år 1929.

## Beskrivning

### Fontänen
Ur munnen på tre bevingade puttihuvuden porlar vattnet ner i tre vattenskålar och sedan vidare ner i det trepassformade brunnskaret. Fontänen är dekorerad med stjärnor och voluter.

### Projekt
År 1925 beställde Governatorato di Roma nio rione-fontäner av arkitekten och skulptören Pietro Lombardi. Syftet med dessa fontäner var att de skulle avspegla respektive riones särskilda karaktär.
År 1928 utlystes en tävling för ytterligare tio fontäner vilka skulle placeras runt om i Rom. Endast sju av dessa utfördes, av vilka fontänen på Piazza di Santa Croce in Gerusalemme är en. De övriga sex är:
- Fontana Paolina vid Via Paolina
- Fontana del Delfino vid Roseto di Roma, tidigare vid Borgo Vecchio
- Fontana della Quercia del Tasso vid Passeggiata del Gianicolo
- Fontana delle Cinque Lune vid Piazza Domenico Reggiani / Via del Serbatoio i Fiumicino, tidigare vid Piazza Madama / Via delle Cinque Lune
- Fontana della Cancelleria vid Piazza della Cancelleria
- Fontana del Foro di Traiano vid Istituto Comprensivo Via Padre Semeria i Quartiere Ostiense, tidigare vid Trajanus forum